# Јакшић (општина)
Јакшић је насељено место и средиште општине у западној Славонији, Република Хрватска.

## Историја
До нове територијалне организације у Хрватској, подручје општине Јакшић налазило се у саставу бивше велике општине Славонска Пожега.

## Становништво
На попису становништва 2011. године, општина Јакшић је имала 4.058 становника, од чега у самом Јакшићу 1.877.

### Попис 2001.
По попису становништва из 2001. године, општина Јакшић је имала 4.437 становника, од чега је у самом Јакшићу живело 2.003.

### Попис 1991.
До нове територијалне организације, општина Јакшић се налазила у саставу бивше велике општине Славонска Пожега. Национални састав општине Јакшић, по попису из 1991. године је био следећи:
| година пописа | укупно | Хрвати         | Срби         | Југословени | остали      |
| ------------- | ------ | -------------- | ------------ | ----------- | ----------- |
| 1991          | 4.113  | 3.301 (80,25%) | 527 (12,81%) | 120 (2,91%) | 165 (4,01%) |

### Јакшић (насељено место), национални састав
На попису становништва 1991. године, насељено место Јакшић је имало 1.737 становника, следећег националног састава:
| Попис 1991.‍   | Попис 1991.‍  | Попис 1991.‍ | Попис 1991.‍ | Попис 1991.‍ |
| ------------- | ------------ | ----------- | ----------- | ----------- |
|               |              |             |             |             |
| Хрвати        | Хрвати       |             | 1.425       | 82,03%      |
| Срби          | Срби         |             | 211         | 12,14%      |
| Југословени   | Југословени  |             | 46          | 2,64%       |
| Чеси          | Чеси         |             | 7           | 0,40%       |
| Словаци       | Словаци      |             | 6           | 0,34%       |
| Албанци       | Албанци      |             | 5           | 0,28%       |
| Македонци     | Македонци    |             | 1           | 0,05%       |
| Муслимани     | Муслимани    |             | 1           | 0,05%       |
| Немци         | Немци        |             | 1           | 0,05%       |
| Словенци      | Словенци     |             | 1           | 0,05%       |
| Црногорци     | Црногорци    |             | 1           | 0,05%       |
| остали        | остали       |             | 1           | 0,05%       |
| неопредељени  | неопредељени |             | 11          | 0,63%       |
| непознато     | непознато    |             | 20          | 1,15%       |
| укупно: 1.737 |              |             |             |             |